# Vittne till mord
Vittne till mord (originaltitel: Witness) är en amerikansk film från 1985 i regi av Peter Weir och med Harrison Ford i huvudrollen. Den nominerades till åtta Oscar, för bland annat bästa film, bästa regi, bästa manliga huvudroll till Ford, bästa filmmusik, bästa foto och bästa scenografi, och vann två för bästa originalmanus och bästa klippning.

## Handling
En amishkvinna, Rachel Lapp (Kelly McGillis), nybliven änka, är på resa till sin syster. På järnvägsstationen i Philadelphia blir hennes 8-årige son Samuel (Lukas Haas) vittne till mordet på en polis. Han känner igen mördaren i en tidningsartikel: en polis på narkotikaroteln, som tidigare betett sig misstänkt. Polisen som utreder fallet, John Book (Harrison Ford), berättar om saken för sin chef. Chefen är dock i maskopi med mördaren, och talar om för honom att pojken varit vittne till mordet. Book blir överfallen och skadad. Book gömmer pojken och hans mor på deras lantgård i Pennsylvania. Själv är han så svårt skadad att han måste stanna hos amisherna för att få vård.

## Rollista i urval
- Harrison Ford – John Book
- Kelly McGillis – Rachel Lapp
- Lukas Haas – Samuel Lapp
- Josef Sommer – Chief Paul Schaeffer
- Jan Rubes – Eli Lapp
- Danny Glover – James McFee
- Alexander Godunov – Daniel Hochleitner
- Patti LuPone – Elaine
- Viggo Mortensen – Moses Hochleitner